# Melody Wafawanaka
Melody Wafawanaka (8 marzo 1976) è un ex calciatore zimbabwese, di ruolo difensore.